# Endomychus bicolor
Endomychus bicolor là một loài bọ cánh cứng trong họ Endomychidae. Loài này được Gorham miêu tả khoa học năm 1875.